# Società Sportiva Sambenedettese 1965-1966
Questa voce raccoglie le informazioni riguardanti la Società Sportiva Sambenedettese nelle competizioni ufficiali della stagione 1965-1966.

## Rosa
| N. |                   | Ruolo | Calciatore          |
| -- | ----------------- | ----- | ------------------- |
|    | Italia (bandiera) | P     | Dante Bendin        |
|    | Italia (bandiera) | D     | Paolo Beni          |
|    | Italia (bandiera) | C     | Giancarlo Bianchini |
|    | Italia (bandiera) | A     | Vittorio Bruni      |
|    | Italia (bandiera) | C     | Giovanni Cattai     |
|    | Italia (bandiera) | A     | Franco Causio       |
|    | Italia (bandiera) | D     | Ivo Di Francesco    |
|    | Italia (bandiera) | A     | Nicola Flammini     |
|    | Italia (bandiera) | D     | Romano Frigeri      |

| N. |                   | Ruolo | Calciatore        |
| -- | ----------------- | ----- | ----------------- |
|    | Italia (bandiera) | C     | Mario Jannarilli  |
|    | Italia (bandiera) | P     | Alceo Maurini     |
|    | Italia (bandiera) | C     | Guglielmo Mecozzi |
|    | Italia (bandiera) | C     | Abramo Pagani     |
|    | Italia (bandiera) | A     | Franco Panza      |
|    | Italia (bandiera) | A     | Achille Passoni   |
|    | Italia (bandiera) | A     | Pierluigi Pucci   |
|    | Italia (bandiera) | C     | Giuseppe Silenzi  |
|    | Italia (bandiera) | C     | Nicola Virgili    |